# Delle isole del Mare Meridionale e Indiano recentemente scoperte
De insulis Meridiani et Indici maris nuper inventis (in italiano "Delle isole del Mare Meridionale e Indiano recentemente scoperte") è un'opera in latino del geografo e umanista messinese Nicola Scillacio.

## Genesi
Fu uno tra i primi docenti universitari a parlare delle scoperte avvenute durante i viaggi di Cristoforo Colombo, in particolare si focalizza sul secondo viaggio ed espose in questo saggio il suo pensiero, scritto a Pavia nel 1494 (o 1497 secondo altre fonti) come traduzione in latino di una relazione del medico catalano Guillermo Coma.

## Contenuto
L'autore commette un clamoroso errore confondendo le rotte spagnole con quelle portoghesi, posizionando perciò il Nuovo Mondo nell'area dell'Oceano Indiano, nei pressi dell'Arabia. Prendendo in considerazione sia fonti orali che lettere scritte di recente stesura, unita ad una animata intenzione di raccontare ciò che si stava scoprendo, Schillacio curò scarsamente il confronto e il filtro delle diverse fonti di informazione a lui pervenute.
Un secondo errore commesso è il ferimento di Guacanagari, affermando che il capo dei Taino fu ferito ad un braccio mentre tutte le altre fonti parlano di ferita alla gamba. Si presume un errore di traduzione di termini anatomici da fonte originale in spagnolo.
In generale l'opera risulta difforme in nomi delle isole, numero delle navi e delle rotte seguite rispetto alla realtà accertata da fonti storiche. Nonostante ciò, l'unictià dell'opera sta nelle descrizioni dell'"Altro", in rapporto alla civiltà europea, sottolineando le differenze fisiche e corpontamentali.